# مؤسسه پژوهشی میراث مکتوب
مؤسسه پژوهشی میراث مکتوب یک مؤسسه در ایران است که در زمینهٔ حفظ و انتشار متون کهن فعالیت می‌کند.

## اهداف و فعالیت‌ها
این مؤسسه با هدف شناسایی و معرفی آثار خطی دانشمندان و متفکران حوزهٔ فرهنگ و تمدن اسلام و ایران تشکیل شد. در این راستا، این مؤسسه اقدام به نشر نسخه‌های خطی آثار نویسندگان اهل ایران یا کشورهای اسلامی، تحقیق در حوزهٔ این نسخه‌ها، و سایر فعالیت‌های مرتبط می‌پردازد. این مؤسسه همچنین برای برگزاری نشست‌های علمی و پژوهشی، کارگاه‌های آموزشی، و نشر آثار مرتبط علمی و پژوهشی در این حوزه اقدام کرده‌است.